# 6355 Univermoscow
6355 Univermoscow (1969 TX5) là một tiểu hành tinh nằm phía ngoài của vành đai chính được phát hiện ngày 15 tháng 10 năm 1969 bởi L. I. Chernykh ở Đài vật lý thiên văn Crimean.